# الدوري الباراغواياني لكرة القدم 2014
الدوري الأوروغواياني لكرة القدم 2014 هو موسم من الدوري الباراغواياني لكرة القدم. أشرف على تنظيمه اتحاد باراغواي لكرة القدم، وكان عدد الأندية المشاركة فيه 12، وفاز فيه نادي ليبرتاد.